# Высоково (деревня, Селивановский район)
Высоково — деревня в Селивановском районе Владимирской области России, входит в состав Новлянского сельского поселения.

## География
Деревня расположена на берегу реки Ушна в 4 км на юг от райцентра Красной Горбатки и в 6 км на север от центра поселения деревни Новлянка.

## История
Первое упоминание деревни Высокое отмечено в 1550 году, когда деревня среди прочих была приложена Семеном Федоровичем Киселевым в Троице-Сергиев монастырь. По писцовым книгам 1593-94 годов в деревне значилось 4 двора жилых и 2 пустых. В составе Мусковского прихода деревня упоминается в окладных книгах Рязанской епархии за 1676 год. В ней имелось 11 дворов крестьянских и 4 бобыльских.
В конце XIX — начале XX века деревня входила в состав Дубровской волости Муромского уезда Владимирской губернии. В 1859 году в деревне числилось 24 двора, в 1926 году — 140 хозяйств.
С 1929 года деревня входила в состав Андреевского сельсовета Селивановского района, с 1975 года — в составе Новлянского сельсовета.

## Население
| 1859 | 1905 | 1926 | 2002 | 2010 | 2021 |
| ---- | ---- | ---- | ---- | ---- | ---- |
| 193  | ↗357 | ↗743 | ↘565 | ↘539 | ↘454 |

## Инфраструктура
В деревне расположены фельдшерско-акушерский пункт, сельский дом культуры, детский сад № 8 «Рябинка».